# Clem Bevans
Clem Guy Bevans (Cozaddale, 16 ottobre 1880 – Woodland Hills, 11 agosto 1963) è stato un attore statunitense.

## Filmografia parziale

### Cinema
- Cuori incatenati (Way Down East), regia di Henry King (1935)
- Rhythm on the Range, regia di Norman Taurog (1936)
- La grande città (Big City), regia di Frank Borzage (1937)
- Idol of the Crowds, regia di Arthur Lubin (1937)
- Cuori umani (Of Human Hearts), regia di Clarence Brown (1938)
- La valle dei giganti (Valley of the Giants), regia di William Keighley (1938)
- Ambush, regia di Kurt Neumann (1939)
- Zenobia - Ollio sposo mattacchione (Zenobia), regia di Gordon Douglas (1939)
- Acciaio umano (Hell's Kitchen), regia di Lewis Seiler e E.A. Dupont (1939)
- La tigre del mare (Thunder Afloat), regia di George B. Seitz (1939)
- Abramo Lincoln (Abe Lincoln in Illinois), regia di John Cromwell (1940)
- Tom Edison giovane (Young Tom Edison), regia di Norman Taurog (1940)
- Giuramento di sangue (20 Mule Team), regia di Richard Thorpe (1940)
- Untamed, regia di George Archainbaud (1940)
- Il sergente York (Sergeant York), regia di Howard Hawks (1941)
- The Parson of Panamint, regia di William C. McGann (1941)
- Pacific Blackout, regia di Ralph Murphy (1941)
- Captains of the Clouds, regia di Michael Curtiz (1942)
- Sabotatori (Saboteur), regia di Alfred Hitchcock (1942)
- Il fuorilegge (This Gun for Hire), regia di Frank Tuttle (1942)
- Presi tra le fiamme (The Forest Rangers), regia di George Marshall (1942)
- Mrs. Wiggs of the Cabbage Patch, regia di Ralph Murphy (1942)
- Il disertore (Lucky Jordan), regia di Frank Tuttle (1942)
- La commedia umana (The Human Comedy), regia di Clarence Brown (1943)
- La città rubata (The Kansan), regia di George Archainbaud (1943)
- Capitano Eddie (Captain Eddie), regia di Lloyd Bacon (1945)
- Wake Up and Dream, regia di Lloyd Bacon (1946)
- Il cucciolo (The Yearling), regia di Clarence Brown (1946)
- Il lutto si addice ad Elettra (Mourning Becomes Electra), regia di Dudley Nichols (1947)
- Il vagabondo della città morta (Relentless), regia di George Sherman (1948)
- Texas, Brooklyn and Heaven, regia di William Castle (1948)
- La luna sorge (Moonrise), regia di Frank Borzage (1948)
- Viso pallido (The Paleface), regia di Norman Z. McLeod (1948)
- Il ritratto di Jennie (Portrait of Jennie), regia di William Dieterle (1948)
- Jack il bucaniere (Big Jack), regia di Richard Thorpe (1949)
- I cavalieri dell'onore (Streets of Laredo), regia di Leslie Fenton (1949)
- Rim of the Canyon, regia di John English (1949)
- La bella preda (The Gal Who Took the West), regia di Frederick de Cordova (1949)
- Harvey, regia di Henry Koster (1950)
- Silver City Bonanza, regia di George Blair (1951)
- Gold Raiders, regia di Edward Bernds (1951)
- Il cavaliere del deserto (Man in the Saddle), regia di André De Toth (1951)
- Captive of Billy the Kid, regia di Fred C. Brannon (1952)
- Il nodo del carnefice (Hangman's Knot), regia di Roy Huggins (1952)
- Lo straniero ha sempre una pistola (The Stranger Wore a Gun), regia di André De Toth (1953)
- Lo sceriffo senza pistola (The Boy from Oklahoma), regia di Michael Curtiz (1954)
- La banda dei dieci (Ten Wanted Men), regia di H. Bruce Humberstone (1955)

### Televisione
- Personal Appearance Theater – serie TV (1952)
- Screen Directors Playhouse – serie TV, episodi 1x25-1x29 (1956)
- Jane Wyman Presents The Fireside Theatre – serie TV (1955-1957)
- Le avventure di Rin Tin Tin (The Adventures of Rin Tin Tin) – serie TV (1957)
- The Court of Last Resort – serie TV, episodio 1x13 (1958)
- Perry Mason – serie TV (1958)
- Gunsmoke – serie TV (1958)
- Maverick – serie TV (1959)
- Carovane verso il West (Wagon Train) – serie TV (1959)
- Thriller – serie TV (1961-1962)